# 马尔瓦尼亚
马尔瓦尼亚（義大利語：Malvagna），是意大利西西里大区墨西拿廣域市的一个市镇。总面积6平方公里，人口837人，人口密度139.5人/平方公里（2009年）。ISTAT代码为083044。